# Barnesville (Maryland)
Barnesville é uma vila localizada no estado americano de Maryland, no Condado de Montgomery.

## Demografia
Segundo o censo americano de 2000, a sua população era de 161 habitantes. 
Em 2006, foi estimada uma população de 188, um aumento de 27 (16.8%).

## Geografia
De acordo com o United States Census Bureau tem uma área de 1,3 km², dos quais 1,3 km² cobertos por terra e 0,0 km² cobertos por água.

## Localidades na vizinhança
O diagrama seguinte representa as localidades num raio de 16 km ao redor de Barnesville. 